# Arborea
Arborea (pronúcia: /arbɔˈrɛa/, Arboréa) é uma comuna italiana da região da Sardenha, província de Oristano, com cerca de 3.927 habitantes. Estende-se por uma área de 115 km², tendo uma densidade populacional de 34 hab/km². Faz fronteira com Marrubiu, Santa Giusta, Terralba.